# Boris Cheremetiev
Le comte Boris Petrovitch Cheremetiev, né le 25 avril 1652 et mort le 17 février 1719, est un aristocrate russe, familier de Pierre le Grand qui s'illustra à la bataille de Poltava. Il est nommé Generalfeldmarschall en 1701.

## Biographie
Boris Cheremetiev naît dans une famille ancienne de boyards parmi les plus anciennes et les plus distinguées de Russie. C'est le fils aîné de Pierre Vassiliévitch Petrovitch, mort en 1690, et de son épouse née Anna Féodorovna Volynskaïa, morte en 1684. Il est nommé stolnic à l'âge de treize ans et entre ensuite dans la carrière militaire. Il combat le khanat des Tatars de Crimée en 1681 à la tête de ses troupes à Tambov. Il reçoit son titre de boyard en 1682 et participe à des missions diplomatiques, comme celle de 1685 à 1687, où il est du nombre des négociateurs du traité de paix éternelle de 1686 entre la Russie et la Pologne. À la suite de ces négociations, il est envoyé comme ambassadeur à Varsovie pour la ratification du traité. De retour en Russie, Cheremetiev reçoit le commandement des troupes stationnées à Belgorod et Sevsk afin de défendre les confins de la Crimée et ainsi ce service loin de la capitale lui permet de ne pas prendre parti dans le conflit qui oppose Sophie et Pierre le Grand. Il fait partie des officiers d'état-major qui accompagnent Pierre Ier dans sa première campagne d'Azov en 1695. Toutefois il ne participe pas aux combats d'Azov, car il commande l'armée de la région du Dniepr contre les Tatars.
Il a la permission d'effectuer un grand voyage en 1697-1699 qui le mène en Pologne, en Autriche, en Italie et à Malte, où il remplit des missions à la demande du tsar, en particulier celle d'observer la manière dont les Hospitaliers organisent leur défense. La délégation russe qu'il dirige est impressionnée par la flotte des Hospitaliers et Cheremetiev est chargé d'étudier la possibilité pour les Russes d'obtenir une base navale à Malte, afin de s'assurer d'un port contre la flotte turque.

## Grande guerre du Nord
Cheremetiev combat avec courage et efficacité pendant la grande guerre du Nord (1700-1721), ce qui lui vaut la confiance de Pierre le Grand. Il est envoyé en Courlande après la bataille de Narva. Il bat les Suédois du général von Schlippenbach à la bataille d'Erastfer (aujourd'hui Erastvere en Estonie) du 29 décembre 1701/9 janvier 1702 en Livonie suédoise, ce qui constitue l'une des premières victoires des Russes dans cette guerre. Il reçoit l'ordre de Saint-André pour cette victoire et il est nommé maréchal de camp (Feldmarschall). Il poursuit sa lutte contre les Suédois qui occupaient les côtes de la mer Baltique et les anciennes possessions teutoniques baltes et les bat à nouveau à Hummelshof en Livonie, le 19 juin 1702. Il leur prend Wolmar, Marienburg et Nöteborg, forteresse qui sera nommée ensuite Schlüsselburg. C'est à Marienburg qu'il prend avec lui Marthe Skavronskaïa, domestique du pasteur luthérien de l'endroit, Ernst Glück. Elle deviendra la future impératrice Catherine Ire… Enfin, il fait le siège de Dörpt (Dorpat en allemand, aujourd'hui Tartu) qui tombe en 1704. C'est à cette époque (en 1703) qu'il perd son épouse tendrement aimée.
Après avoir pacifié la région d'Astrakhan, en 1705-1706, Cheremetiev est le premier en Russie à recevoir le titre de comte (Graf en allemand et en russe). Il participe à la bataille de Poltava, puis en 1709-1710 prend aux Suédois la citadelle de Riga. Il n'a que peu le temps de fêter sa victoire, car il est envoyé faire la campagne du Prout en 1711 en Bessarabie, contre les Ottomans, mais qui se solde par un échec pour la Russie.

## Retraite
C'est alors que Cheremetiev, las de la carrière militaire prend la décision en 1712 de se faire moine à la laure des Grottes de Kiev, mais Pierre le Grand refuse et lui présente la belle princesse Saltykova. Il est nommé en 1715 commandant de l’expédition russe en Poméranie et dans le Mecklembourg, afin d'appuyer le roi de Prusse contre les Suédois. Il n'est pas convaincu de cette mission et rentre en Russie, où il rachète à son frère l'immense domaine de Kouskovo, près de Moscou. Il y meurt en 1719, épuisé par la maladie.
Il est enterré à Saint-Pétersbourg à la laure Alexandre-Nevski, plutôt qu'à la laure de Kiev où il le souhaitait, car Pierre le Grand voulait faire de son cimetière un panthéon des gloires militaires.

## Famille
Boris Cheremetiev s'est marié deux fois : la première fois avec Eudoxie Petrovna Tchirikova (morte en 1703) et la seconde fois avec la princesse Anne Petrovna Saltykov a (1677-1728).
De sa première union il a trois enfants : Constantin (1671-1694), Michel (1672-1714), et Anne (1673-1726), de sa seconde union, il a cinq enfants : Pierre (1713-1788), la future princesse Natalia Cheremetiev (1714-1771), Serge (1715-1768), Véra (1716-1789) et Catherine (1717-1799).

## Propriétés
- Château de Kouskovo

## Distinctions
- 1702 : Ordre de Saint-André.